# Emil Pulczyński
Emil Pulczyński (ur. 30 kwietnia 1992 w Toruniu) – polski żużlowiec.

## Życiorys

### Życie prywatne
Brat bliźniak Kamila Pulczyńskiego – również żużlowca.

### Kariera sportowa
Treningi żużlowe rozpoczął w wieku 12 lat, a jego pierwszym trenerem był Stanisław Miedziński. Licencję żużlową zdobył w 2008 jako zawodnik KS Unibaksu Toruń. W 2009 zadebiutował w ekstralidze i wspólnie z zespołem zdobył srebrny medal drużynowych mistrzostw Polski (na swoim koncie posiada jeszcze dwa brązowe medale DMP, z lat 2010 i 2012). Kolejnym jego sukcesem było zdobycie w Toruniu tytułu młodzieżowego drużynowego mistrza Polski. Wystąpił również w finałach mistrzostw Polski par klubowych (Leszno – VII m.), młodzieżowych mistrzostw Polski par klubowych (Rybnik – VII m.), młodzieżowych indywidualnych mistrzostw Polski (Leszno – XV m., Toruń - VI m.) oraz "Brązowego Kasku" (Wrocław – V m.). Jest dwukrotnym srebrnym medalistą młodzieżowych mistrzostw Polski par klubowych (Gorzów Wielkopolski 2010, Gdańsk 2013).